# Luigi Marzocchi
Luigi Marzocchi (Molinella, 1888 – 1970) è stato un fotografo e militare italiano.

## Biografia

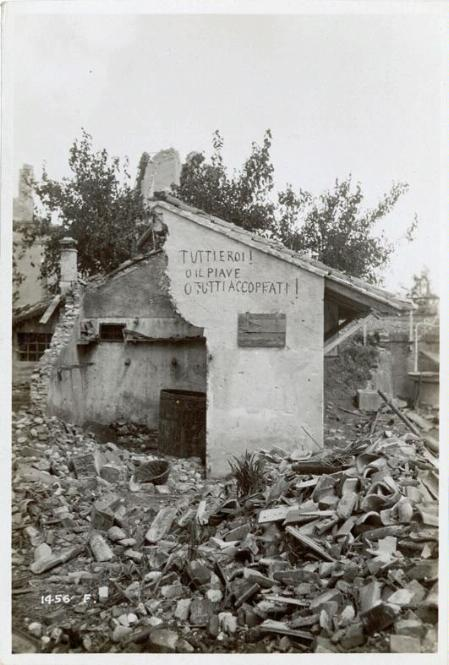
Celebre foto scattata da Luigi Marzocchi con le incisioni ideate e scritte dal Bersagliere Gen. Ignazio Pisciotta sulle rovine di una casa al termine della Battaglia del solstizio (24 giugno 1918) e ripresa da molti mass media.

Poco si sa di lui anteriormente alla prima guerra mondiale: fu fratello maggiore del pittore Gino Marzocchi e interessato alla meccanica nell'officina paterna, tanto da venire arruolato nell'esercito proprio per le sue competenze nella tecnica meccanica.

### Fotografo ufficiale del Comando supremo
Dopo qualche attività logistica, nel 1915 passa al Reparto Fotografico del Comando supremo e ne diventa uno dei fotografi ufficiali, contribuendo poco a poco a far mutare il modo di intendere la fotografia stessa da parte delle gerarchie superiori, da pericoloso strumento che potesse rivelare amare realtà al pubblico a potente strumento di propaganda capace di veicolare eroismo.
Le foto documentano nei minimi dettagli l'ultimo anno di guerra, in cui però al contempo stesso lo stile usato dal Marzocchi e dagli altri fotografi del Comando supremo fa sembrare spesso i soldati immersi in ambientazioni 'esotiche' e non di guerra intensa vera e propria, rispondendo a un gusto 'borghese' al quale relativa classe tali fotografi appartenevano.

#### Il patrimonio fotografico
Le foto di Marzocchi sono state scattate in un periodo che va dall'ottobre 1917 (durante la disfatta di Caporetto) fino al dicembre 1918, subito dopo la fine delle ostilità e la liberazione di Trieste. Le foto, quasi 2000, sono catalogate e interamente disponibili online presso il Catalogo Generale dei Beni Culturali. Trattasi di 10 album (più uno iniziale in cui il fotografo mostra i documenti di come fu arruolato all'inizio) e le foto sono dotate ciascuna di data e didascalia.
La maggior parte delle foto fu donata nel 1987 dalla figlia Maria Emma al Museo della Battaglia di Vittorio Veneto. È stato costituito il Fondo Marzocchi e periodicamente vengono organizzate mostre e riviste di tale patrimonio.

### Anni successivi
Dopo la guerra abbandonò la campagna bolognese e si trasferì a Milano, dove fondò in un primo momento la ditta "La stereoscopica", che però non ebbe successo in quanto la fotografia di guerra riportava alla mente momenti dolorosi per molte persone. Decise quindi di dedicarsi di nuova all'attività artigianale e inventiva, che lo porteranno a vincere la medaglia d'oro alla Fiera di Milano del 1934 e il Grand Prix all'Esposizione universale di Parigi del 1937. Ritornò successivamente a Bologna per lo sviluppo delle industrie locali.

## Galleria d'immagini

Selezione di fotografie di Luigi Marzocchi della Prima guerra mondiale
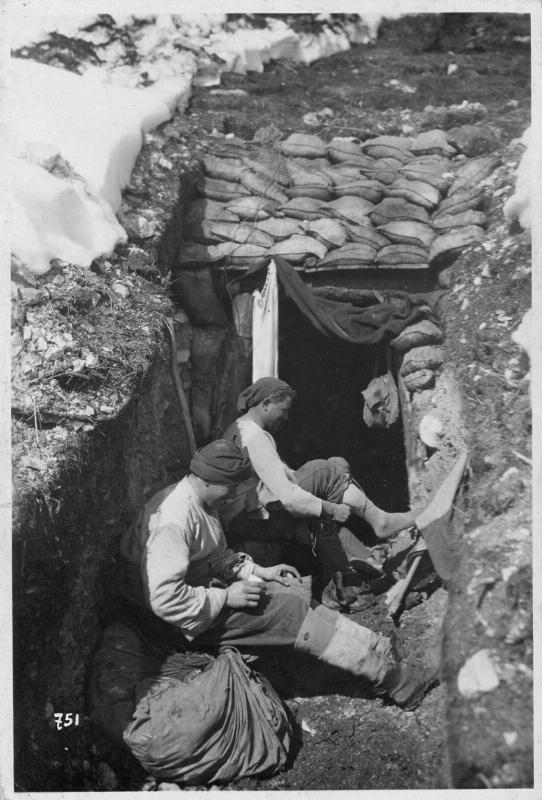
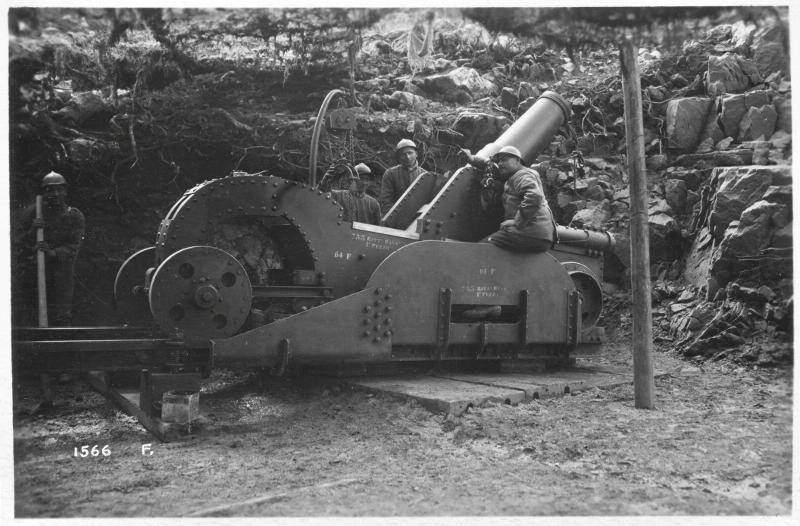
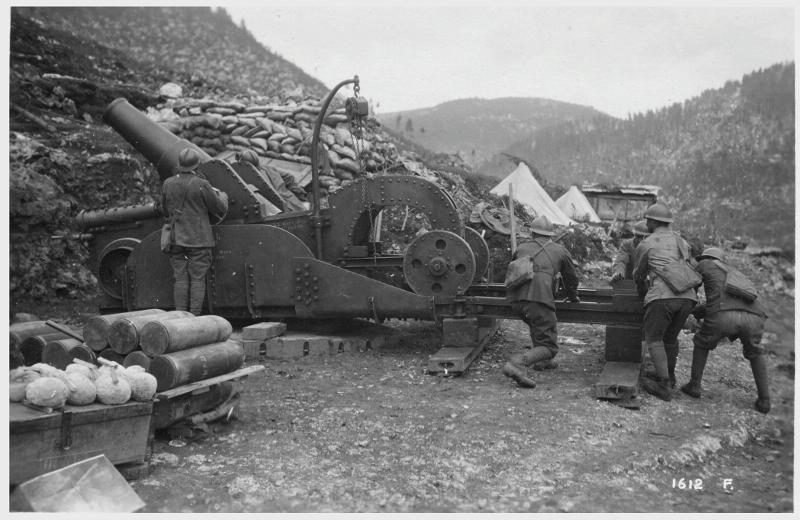
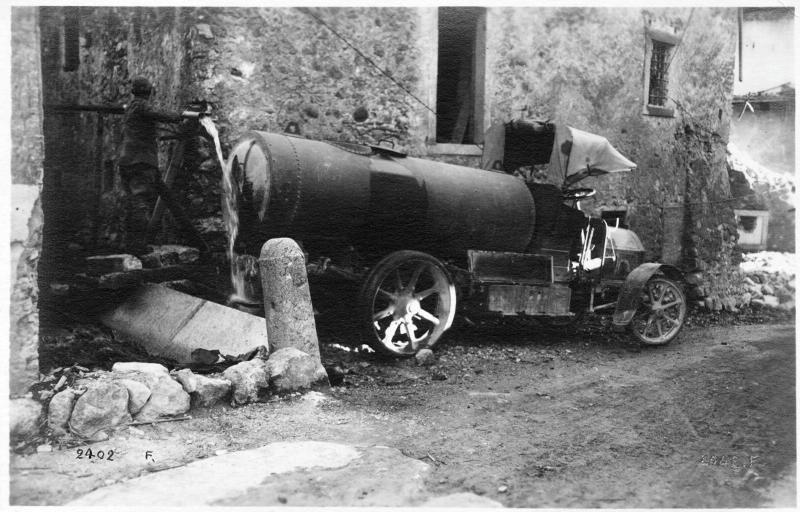
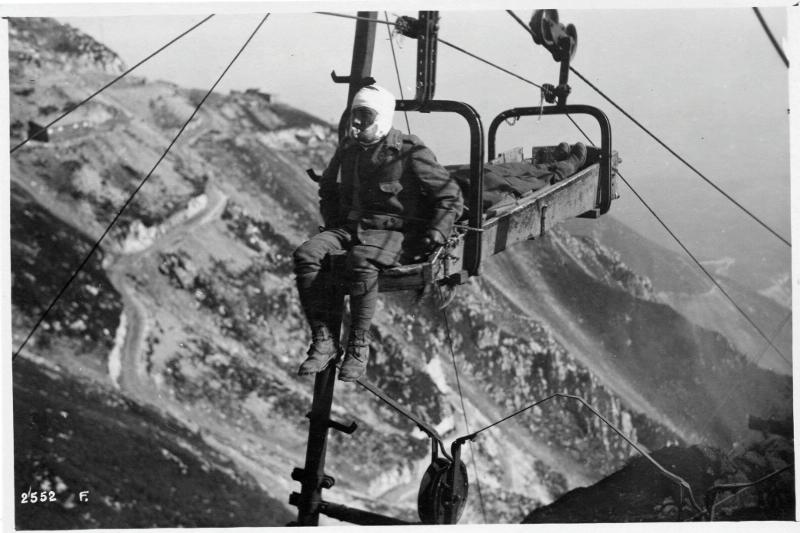
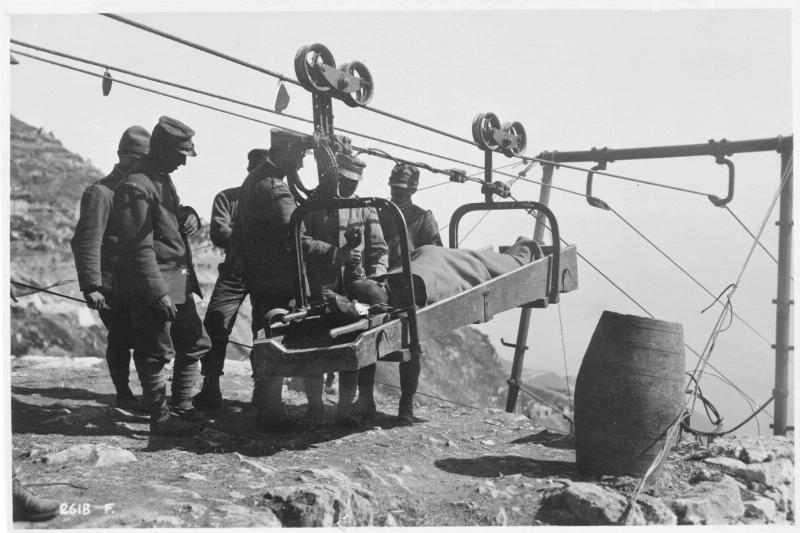
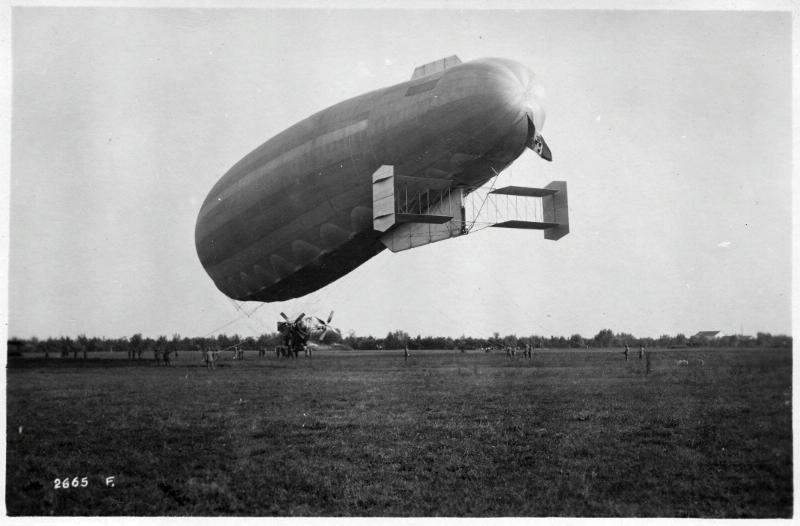
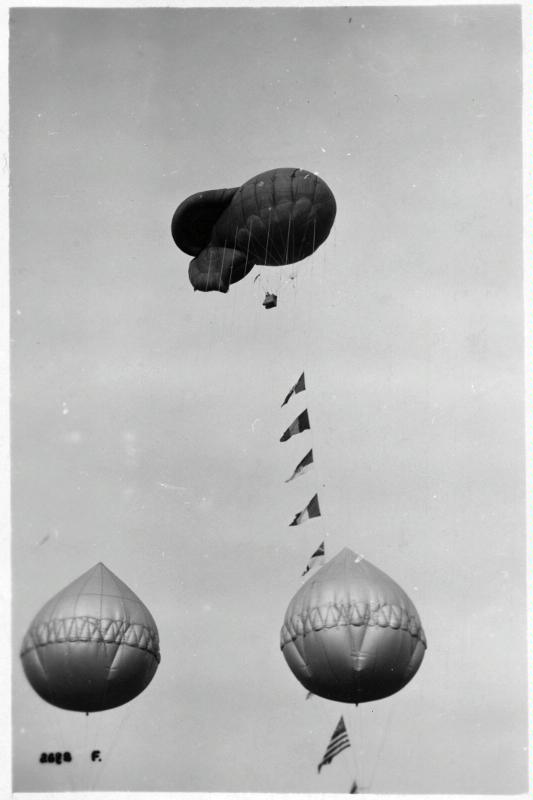
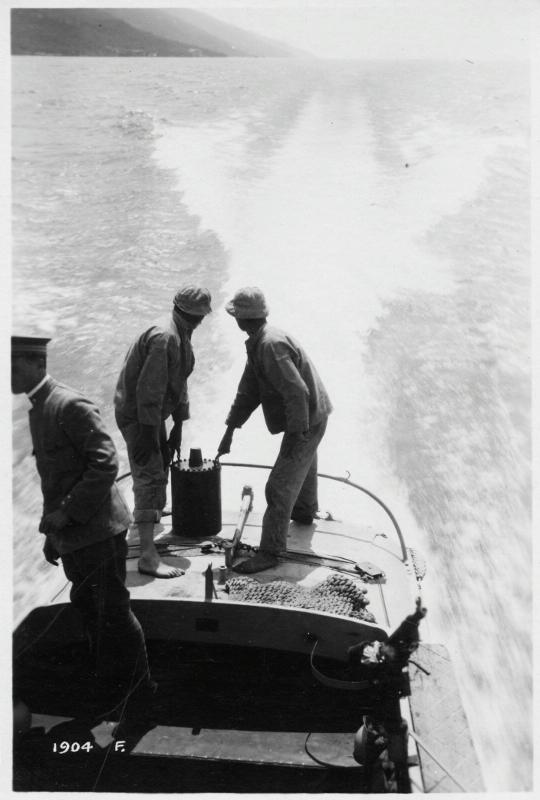
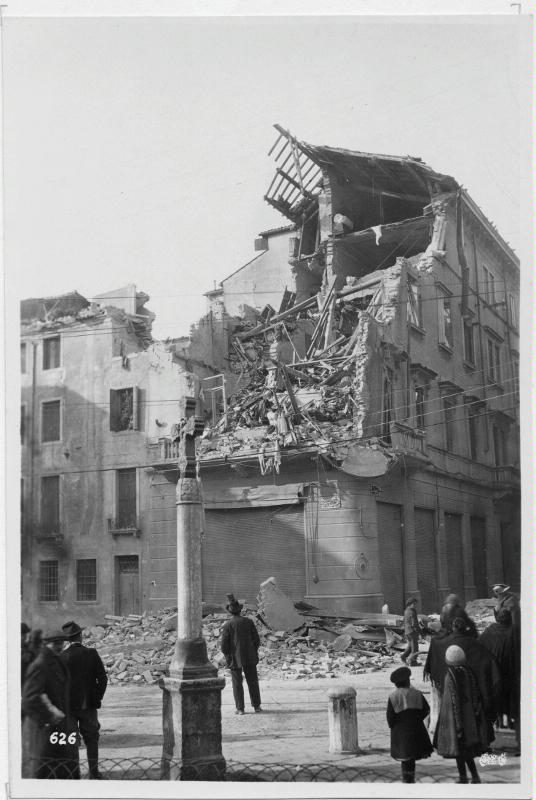